# Der Fischer (Manet)

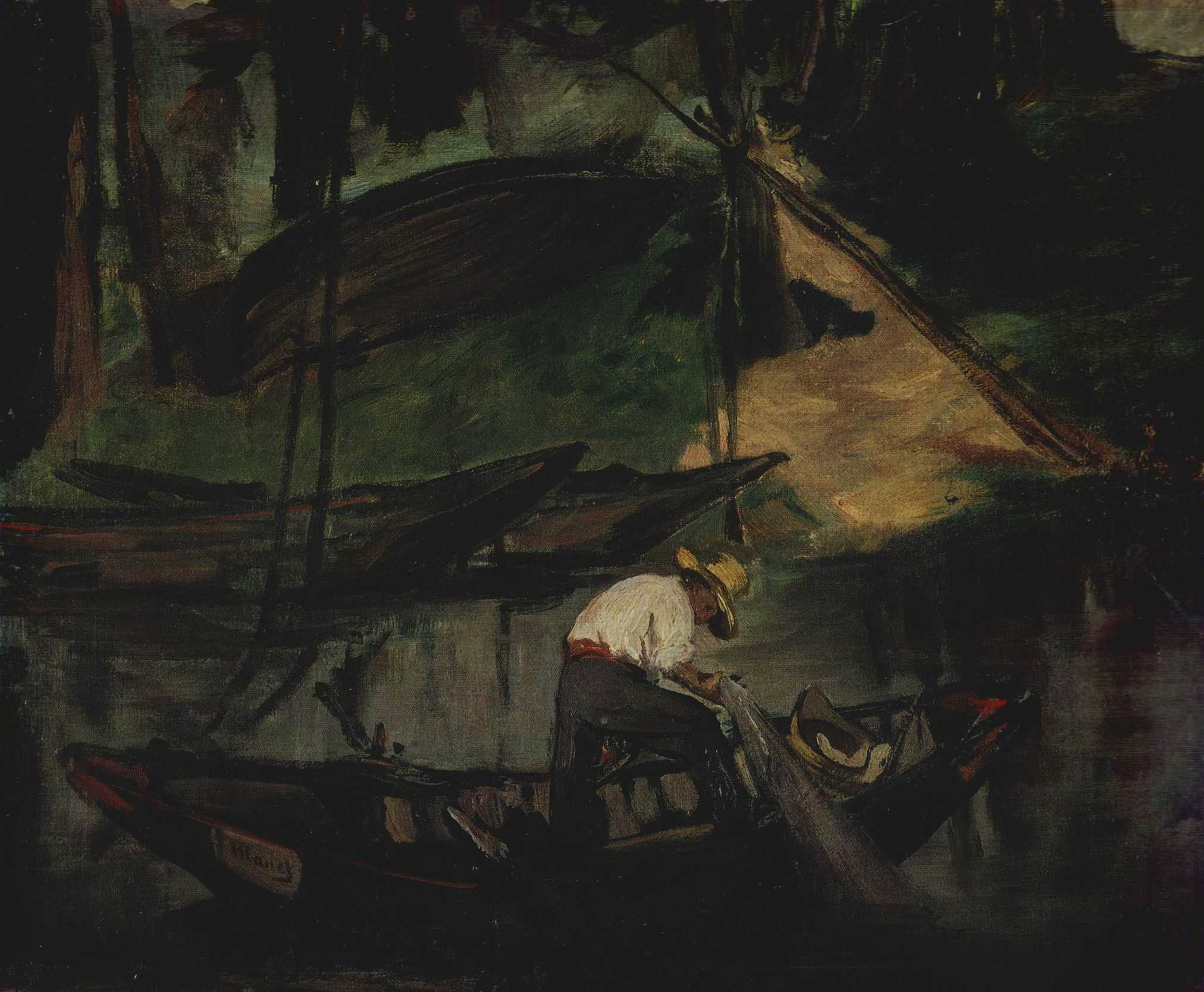
Der Fischer
Édouard Manet, um 1862
46 × 56 cm
Öl auf Leinwand
Von der Heydt-Museum, Wuppertal

Der Fischer, auch Der Fischzug oder Der Fischfang (französisch: Le pêcheur oder La pêche), ist ein um 1862 entstandenes Gemälde des französischen Malers Édouard Manet. Das 46 cm hohe und 56 cm breite, in Öl auf Leinwand gemalte Bild zeigt einen Fischer in einem Boot beim Einholen seines Netzes in der nördlichen Umgebung von Paris. Das Gemälde gehört zur Sammlung des Von der Heydt-Museums in Wuppertal.

## Bildbeschreibung
Das Bild zeigt eine Flusslandschaft mit einem Fischer in seiner Barke. Von leicht erhöhter Position geht der Blick auf das am unteren Bildrand befindliche Ruderboot, das nahezu die gesamte Bildbreite einnimmt. Das Boot ist außen in dunklem Braun gestrichen, an Bug und Heck sind kleine Partien mit rötlichem Farbauftrag hervorgehoben und an den Innenseiten finden sich graue Flächen. Links außen am Boot ist gleich einem Bootsnamen auf einer ebenfalls grauen Fläche in schwarzer Schrift die Signatur „Manet“ angebracht. In diesem Boot befindet sich ein von der Seite gesehener Fischer. Er steht auf dem linken Bein und stützt sich mit dem rechten Fuß an der vorderen Bordwand ab, während sein Oberkörper und der Kopf nach vorn gebeugt sind. Er ist gerade dabei, mit der rechten Hand ein Fischernetz aus dem Gewässer herauszuziehen. Vor ihm im Boot ist ein Holzgefäß für die gefangenen Fische positioniert, hinter ihm sind die ruhenden Ruder zu erkennen. Der Fischer trägt eine lange dunkelgraue Hose, einen roten Gürtel, ein weißes Hemd und einen gelblichen Strohhut. Das wenig ausgeführte Gesicht hat einen dunklen Teint. Seine ganze Erscheinung kennzeichnet ihn als einen Berufsfischer. Er hat nichts gemein mit einem Großstädter, der in seiner Freizeit dem Angelvergnügen nachgeht.
Die obere Hälfte des Bildes nimmt das gegenüberliegende Flussufer ein. Mit groben Pinselstrichen hat Manet hier eine bewaldete Hügellandschaft gemalt. Während am linken Bildrand einzelne Baumstämme zu erkennen sind, gibt es im Rest des Hintergrundes undefinierte Flächen in Grün, Ocker, Dunkelbraun oder Schwarz, deren skizzenhafte Ausführung keine eindeutige Beschreibung zulässt. Auf der linken Seite liegen am Ufer der anderen Flussseite zwei weitere Boote, die unbemannt möglicherweise an aus dem Wasser herausragenden Stangen befestigt sind. Möglicherweise ist die dunkle Fläche hinter ihnen an Land ein kielobenliegendes Boot. Auf der in hellem Grau gemalten Wasserfläche spiegeln sich die Farben und Formen des gegenüberliegenden Ufers. Die starken Hell-Dunkel-Kontraste und die reduzierte Farbauswahl des Bildes sind typisch für Manets Malweise Anfang der 1860er Jahre.

## Bilder der Île Saint-Ouen
Vorbild für die Landschaft im Bildhintergrund von Der Fischer war vermutlich die Gegend an der Seine um die Insel Île Saint-Ouen nördlich von Paris. Diese Insel, auch Île du Châtelier genannt, ist gegen Ende des 19. Jahrhunderts durch Aufschüttungen mit weiteren Inseln zur heutigen Île Saint-Denis zusammengewachsen. Als Manet an Der Fischer arbeitete, gab es hier noch eine ländlich geprägte Umgebung, die in späteren Jahrzehnten einer urbanen Besiedlung wich. Manet kannte die Seine bei der Île Saint-Ouen seit seiner Kindheit, da die Familie des Künstlers seit Generationen im nahe gelegenen Gennevilliers über umfangreichen Grundbesitz verfügte und er die Landschaft wiederholt bei Ausflügen erkundet hatte.
Anfang der 1860er Jahre wählte Manet die Umgebung von Gennevilliers als Hintergrund für mehrere Bilder. Die hügelige Waldlandschaft, wie sie auch in Der Fischer zu sehen ist, zeigte Manet – allerdings deutlich detaillierter ausgearbeitet – bereits 1860 in dem Gemälde Die Studenten von Salamanca (Pola Museum of Art). Hierin hatte Manet eine Szene aus dem Roman Geschichte des Gil Blas von Alain-René Lesage bildlich umgesetzt. Statt einer spanischen Landschaft, in der die Episode spielt, platzierte er die beiden im Bild gezeigten Personen jedoch in der Landschaft nahe der Île Saint-Ouen. In Die überraschte Nymphe (Museo Nacional de Bellas Artes (Buenos Aires)), entstanden 1859–1861, malte Manet einen weiblichen Akt vor einem mit Bäumen gesäumten Flussufer. Auch wenn es für diesen Akt selbst verschiedene Vorbilder bei anderen Malern gibt, ist die Vorlage für den Hintergrund wiederum die Seinelandschaft nördlich von Paris.
Eine noch engere Verbindung sehen Kunsthistoriker zwischen dem Bild Der Fischer und zwei weiteren Gemälden Manets. So gibt es im Hintergrund des Gemäldes Das Frühstück im Grünen (Musée d’Orsay) ebenfalls eine Flusslandschaft mit Ruderboot und die im Gewässer stehende Frau nimmt eine ähnliche Körperhaltung ein, wie der Mann im Boot in Der Fischer. Rouart/Wildenstein sehen in Der Fischer eine Vorarbeit zu Das Frühstück im Grünen. Andere Kunsthistoriker haben eine enge Verwandtschaft zwischen Der Fischer und dem Gemälde Der Fischfang (Metropolitan Museum of Art) erkannt. Das auch unter dem Titel L’Île Saint-Ouen bekannte Gemälde bezieht sich auf mehrere malerische Vorbilder und verbindet die Genre Landschaftsbild mit Porträt. In der Bildmitte ist wiederum ein Fischerboot auf der Seine zu sehen und diesmal gehören drei Personen zur Bootsbesatzung. Neben einem sitzenden Mann und einem stehenden Jungen, gibt es eine weitere Person, die wie der Mann in Der Fischer in Seitenansicht (hier nach links gewandt) wiedergegeben ist und ebenfalls eine graue Hose und ein weißes Hemd trägt. Auch er ist gerade dabei, mit gebeugtem Oberkörper ein Fischernetz aus dem Wasser zu ziehen. Für die Kunsthistorikerin Sabine Fehlemann ist das Wuppertaler Bild Der Fischer eine der Vorstudien zum Gemälde Der Fischfang im Metropolitan Museum of Art.
Darüber hinaus gibt es eine mit Wasserfarben kolorierte Bleistiftzeichnung, die ebenso den Titel Der Fischfang (Museum Boijmans Van Beuningen) trägt. Diese Zeichnung, die sich vormals im Besitz des Malers Camille Pissarro befand, zeigt wie das Gemälde Der Fischer im Vordergrund ein Boot mit einem Mann, der nach vorn gebeugt ein Netz aus dem Wasser zieht. Zwar weicht der Rest der Zeichnung deutlich von der Komposition des Gemäldes ab, die Ähnlichkeit in beiden Bildern bei der Ausführung des Fischers in seinem Boot hingegen ist von mehreren Kunsthistorikern unterstrichen worden. Anne Coffin Hanson vermutete, die Zeichnung könnte eine Vorarbeit für das Bild Der Fischer gewesen sein. Es sei aber auch denkbar, Manet habe die Zeichnung erst nach Vollendung des Gemäldes angefertigt. Möglicherweise sollte diese Zeichnung als Vorlage für einen Druck dienen, der aber nicht zur Ausführung gekommenen ist.

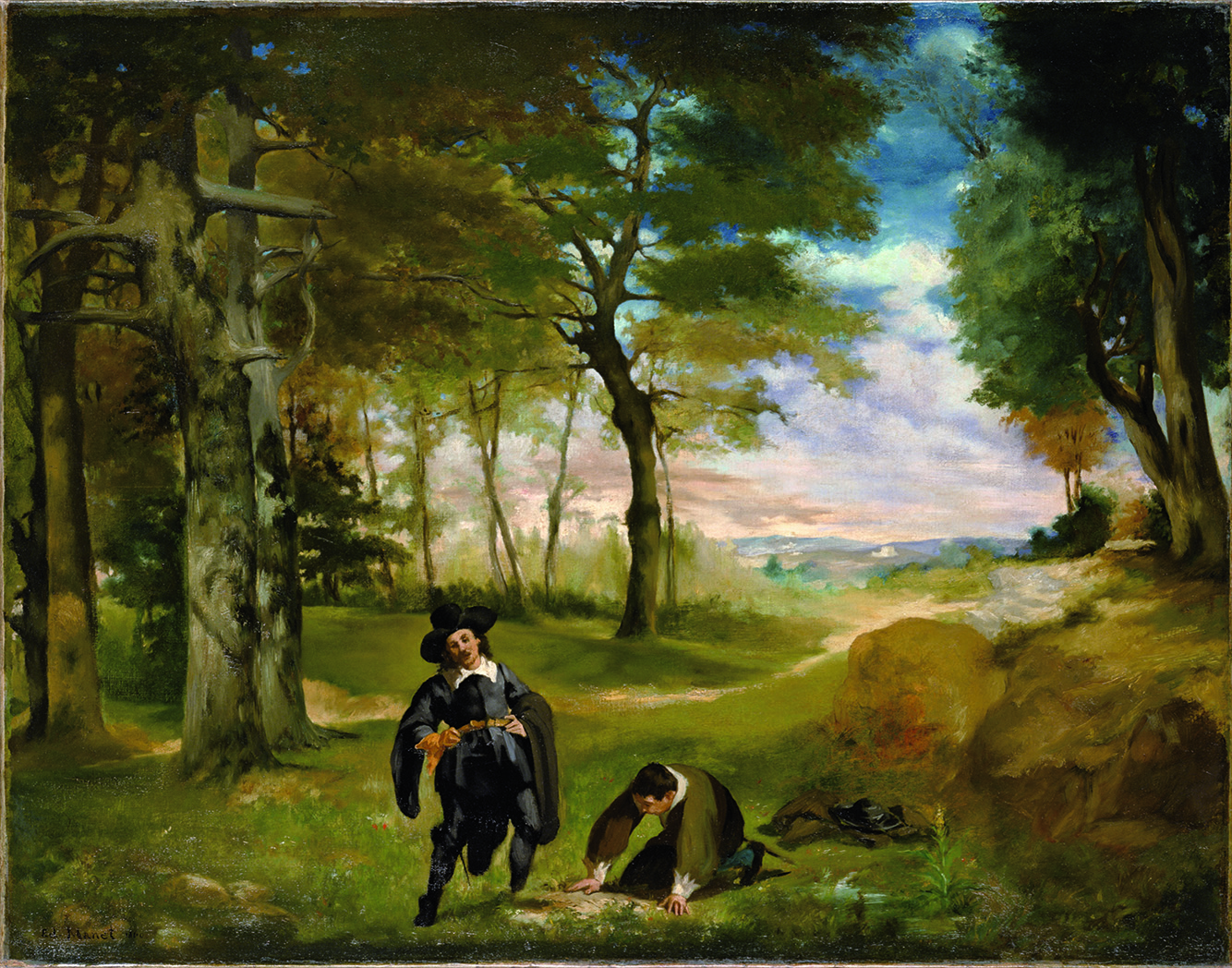
Édouard Manet: Die Studenten von Salamanca, 1860
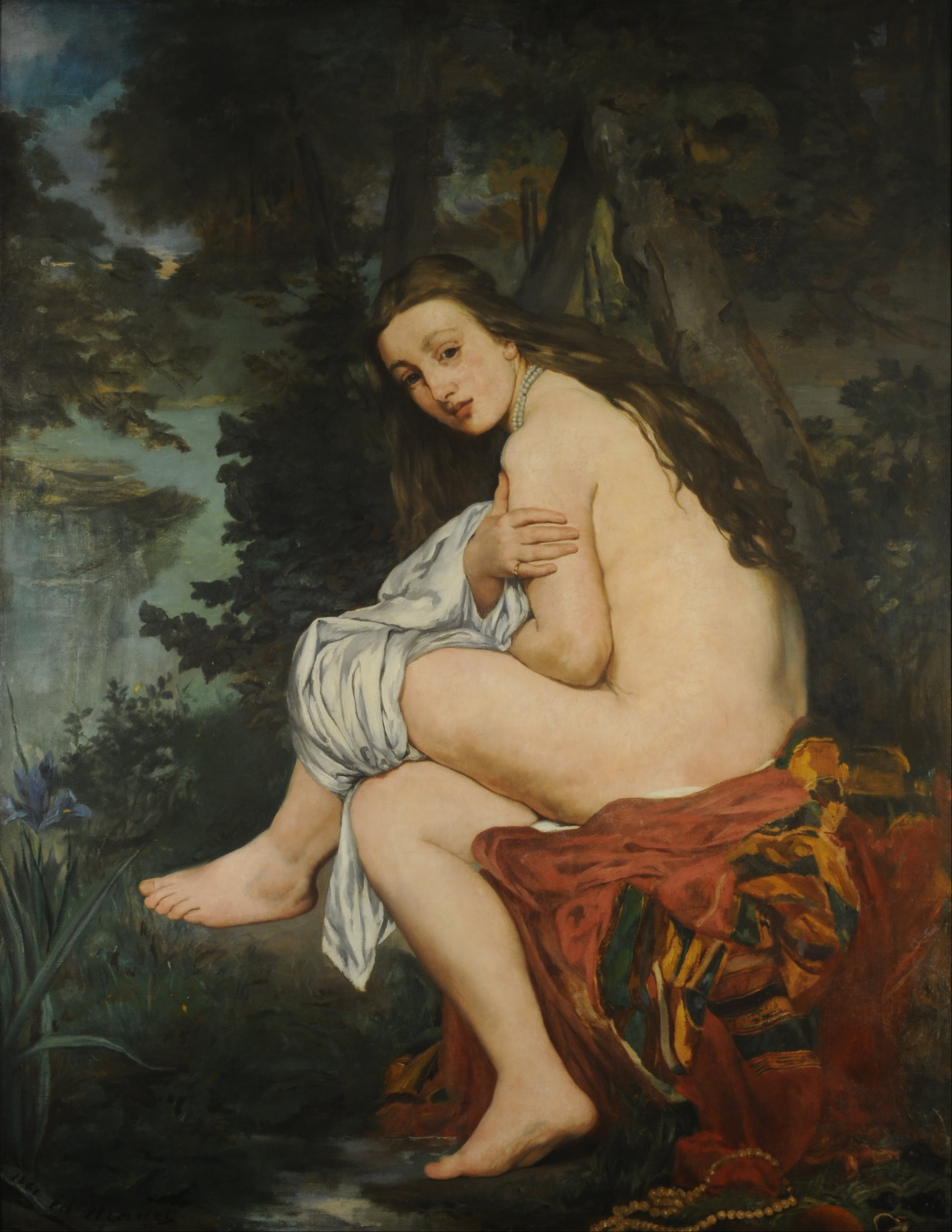
Édouard Manet: Die überraschte Nymphe, 1859–61
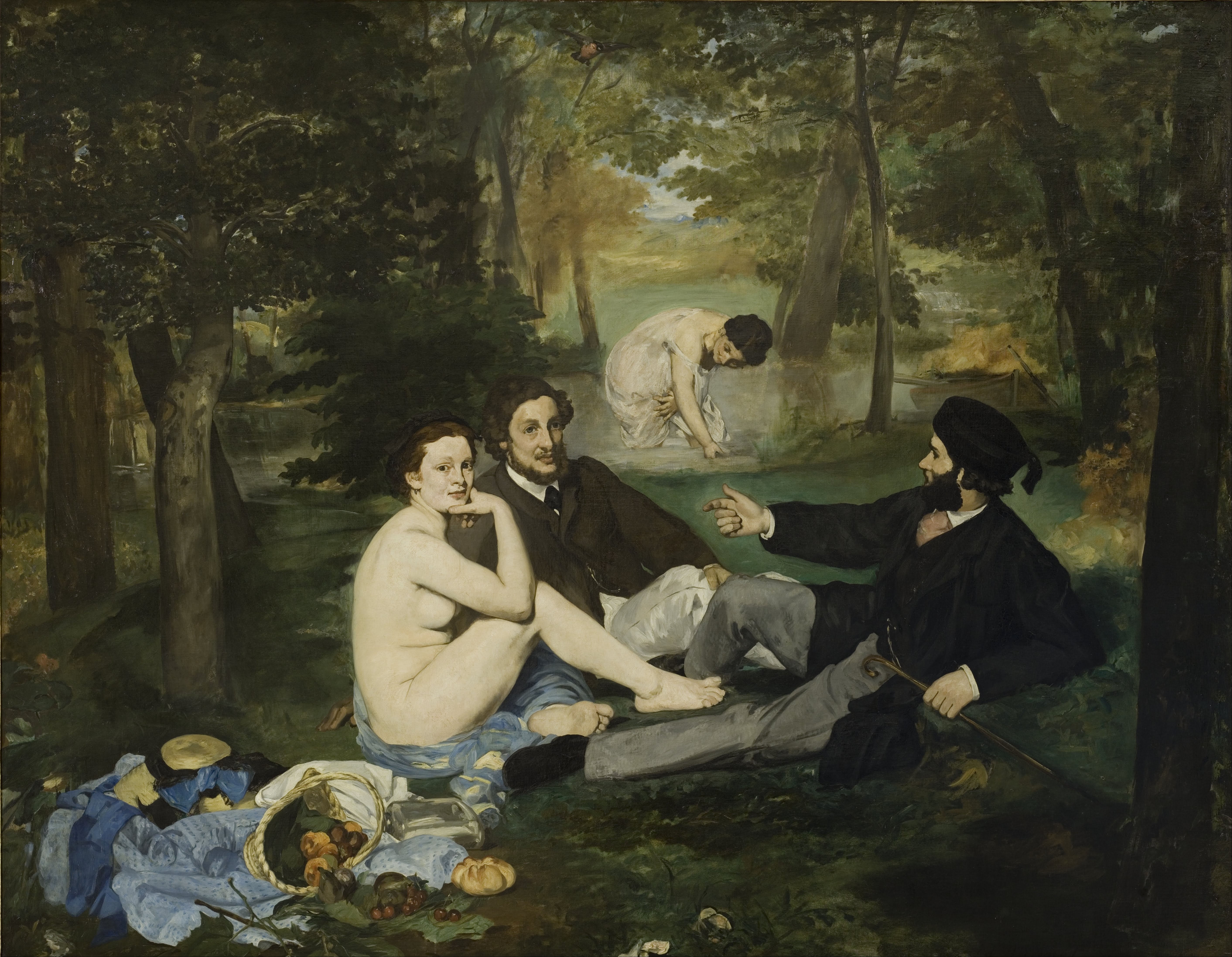
Édouard Manet: Das Frühstück im Grünen, 1863
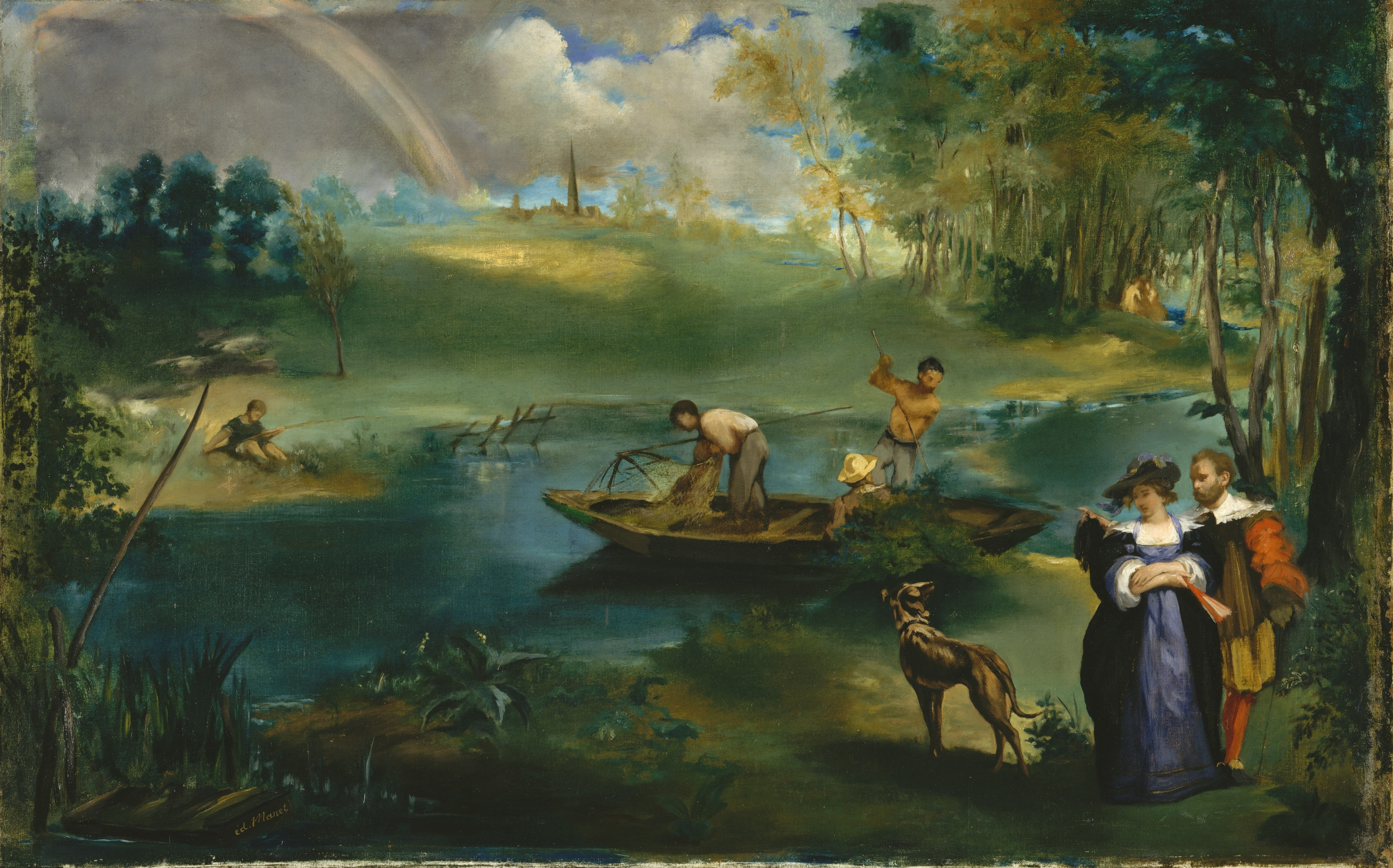
Édouard Manet: Der Fischfang (Gemälde), 1861–1863
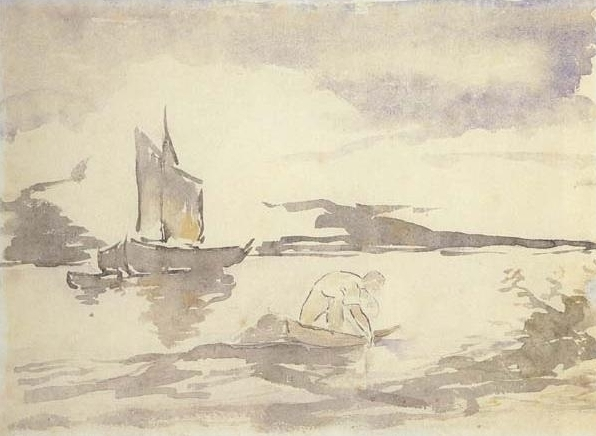
Édouard Manet: Der Fischfang (Zeichnung), 1860–1862

## Provenienz
Das Gemälde Der Fischer gehörte zu den Werken Manets, die sich nach seinem Tod 1883 in dessen Atelier befanden und von seinem Patenkind Léon Leenhoff inventarisiert wurden. Bei Manets Nachlassauktion am 4. und 5. Februar 1884 im Auktionshaus Hôtel Drouot kam es mit der Bezeichnung Marine als Nummer 77 zur Versteigerung und ging für 210 Franc an den Pariser Sammler Malcoud. Danach war das Bild einige Zeit in der Sammlung Notto in Paris und gelangte 1893 über die Kunsthandlung Boussod et Valadon in die Pariser Sammlung Cabrol. Am 23. Juni 1900 kam das Gemälde im Auktionshaus Hôtel Drouot zur Versteigerung. Der Einlieferer blieb anonym. Das Bild ging bei dieser Gelegenheit für 1070 Franc an einen unbekannten Bieter. Später gelangte das Gemälde über die Galerie von Paul Cassirer in Berlin in die Sammlung des in Barmen lebenden Gottlieb Friedrich Reber. Nach dem Ersten Weltkrieg übersiedelte Reber nach Lausanne. Über die Kunsthandlung von Justin Thannhauser kam das Bild in die Sammlung von Eduard von der Heydt, der das Gemälde 1928 zur Manet-Ausstellung in der Berliner Galerie Matthiesen auslieh. Eduard von der Heydt schenkte Manets Der Fischer 1962 dem Von der Heydt-Museum in Wuppertal.